# Ragga Gísla
Ragga Gísla (właśc. Guðmunda Ragnhildur Gísladóttir, ur. 7 października 1956 Reykjavíku w Islandii) – islandzka piosenkarka i aktorka.
Ragga jest jedną z czworga dzieci Gísli Jónssona i Erny Gunnarsdóttir, trzykrotnie zamężna, ma dwie córki (Ernę i Bryndís). Jako dziecko pobierała lekcje gry na pianinie, mając 17 lat podjęła naukę w szkole muzycznej, trzy lata później założyła zespół o nazwie „lummurnar”, wkrótce później pierwszy islandzki girlsband „Grýlurnar”. Następnie, od roku 1984-ego, była członkinią bardzo popularnego w Islandii zespołu „Stuðmenn”. Jako artystka solowa wydała cztery płyty: „Rombigy”, „Ragga and the Jack Magic Orchestra”, „Ragga and the Human Body Orchestra” i „Baby”. Przez osiem lat mieszkała w Londynie – w międzyczasie,  w 1995 r. zaśpiewała gościnnie utwór „You don't” na debiutanckiej płycie Tricky'ego „Maxinquaye”.
Jako aktorka wystąpiła w takich filmach jak: „Með allt á hreinu”, „Karlakórinn Hekla”, „Kókóstré og Hvítir Mávar” i „Góða Úngfrúin og Húsið” – za rolę w tym filmie była nominowana w kategorii „Najlepsza aktorka skandynawska” w 1999 roku.